# 21 (فلم)
21 هو فيلم دراما وسرقة من إخراج روبرت لوكتيك وبطولة جيم ستارجس، كيفين سبيسي، كايت بوسورث ولورنس فيشبورن. الفيلم مستوحى من القصة الحقيقية لفريق بلاك جاك معهد ماساتشوستس للتكنولوجيا حسب ما جاء في Bringing Down the House، الكتاب الأفضل مبيعا للكاتب بن مزريتش. على الرغم من ردود الفعل المختلفة من النقاد والجدل الذي دار حول اختيار طاقم التمثيل، لاقى الفيلم نجاحا تجاريا كبيرا، حيث تصدر شباك التذاكر في أول الأسبوعين من صدوره.

## القصة
خريج قسم الرياضيات بمعهد ماساتشوستس للتكنولوجيا، يتم قبول بن كامبل في كلية الطب بجامعة هارفارد ولكنه لا يستطيع تحمل تكلفة ال300،000 دولار. وعلى الرغم من حصوله على نتيجة MCAT 44 ومعدل تراكمي 4.0، إلا أن بن يواجه منافسة شديدة من أجل منحة روبنسون الدراسية المرموقة التي من شأنها أن توفر «ركوبة مجانية» خلال المدرسة الطبية. حيث قيل له أنه في حاجة إلى طريقة «مذهلة» لهارفارد بطريقة ما ليبرز من بين المتقدمين الآخرين المؤهلين للغاية.
وذات يوم في صف الرياضيات، يتحدى الأستاذ ميكي روزا كامبل بمشكلة مونتي هول، والتي يحلها كامبل بنجاح باستخدام تغيير المتغير والرياضيات البسيطة. ورائيا الموهبة، يدعو روزا كامبل للانضمام إلى فريقه للبلاك جاك، والذي يتألف من زملائه الطلاب تشوي، وفيشر، وجيل وكيانا. هذا النظام يتضمن عدّ البطاقات، وينقسم الفريق، برعاية من روزا، إلى مجموعتين. يلعب «المحددون» الحد الأدنى للرهان ويستمرون بملاحظة العدد. ثم يرسلون إشارات سرية «للاعبين الكبار»، الذين يضعون رهانات كبيرة كلما كان العدد على طاولة ما مواتيًا. كان كامبل غير متأكد في البداية، ولكنه يقرر الانضمام للفريق، قائلا لروزا إنه يقوم بذلك فقط حتى يتمكن أن يدفع المدرسة الطبية.
يأخذ روزا الفريق إلى لاس فيغاس خلال كثير من عطلات نهاية الأسبوع؛ ويأتي كامبل للتمتع بحياته الراقية هناك. يثير ادائه «كلاعب كبير» اعجاب روزا، ولكن فيشر يصبح غيورا من نجاح كامبل في البلاك جاك. يركل روزا فيشر مخمورا خارج الفريق بعد أن سب كامبل وتسبب في مشاجرة تتطلب من الفريق أن يقوم على وجه السرعة «بسحب أرباحهم» (باستخدام الراقصات من مكان اجتماعهم المعتاد بنادي التعري) قبل أن يبدل الكازينو الفيش. يطور أيضا بن وجيل جذبا متبادلا، والذي يبلغ ذروته يالزوج حاصلين على لقاء جنسي في جناح جيل. وفي الوقت نفسه، يراقب رئيس الأمن كول ويليامز فريق البلاك جاك، ولا سيما كامبل.
ويخرق كامبل، منشغلا بالبلاك جاك، جزئه من مشروع لمسابقة 2.09 للهندسة، مقصيا نفسه من أصدقاء ما قبل البلاك جاك. خلال الرحلة التالية لفيغاس، يواصل كامبل منشغلا بالانفعال باللعب حتى بعد أن يُشار له بالابتعاد، خاسرا 200,000 دولار. فيترك روزا غاضبا الفريق ويطالب كامبل بالسداد له عن الخسارة. فيوافق كامبل وزملائه الثلاثة المتبقين على الذهاب إلى العمل لأنفسهم. غير أن في محاولتهم الأولى، يعتقل ويليامز كامبل (متلقيا بلاغا من مجهول من روزا)، ويهاجمه جسديا، ثم يسمح له بالذهاب بعد اعطائه تهديدا بالقتل.
ولدى عودته إلى بوسطن، يعلم كامبل أنه قد مُنِح غير مكتمل لأحد فصوله، وبالتالي لن يتخرج، والأسوأ من ذلك، أن مكاسبه قد تمت سرقتها من غرفته في السكن. فيشتبه في أن روزا هو من وراء كل شيء ولكنه لا يملك أي دليل. يوفق كامبل أموره مع أصدقائه وجيل، ويتوجه لروزا بعرض: سيضرب هو وفريق فيغاس لمحاولة واحدة أخرى قبل أن تثبت الكازينوهات الماضية برنامجا حيويا من شأنه أن يحدد بسرعة عدادو الكروت، طالما أن روزا - هو نفسه كان مرة «لاعبا كبيرا» شديد النجاح - يلعب أيضا.
متنكرا، يعود الفريق إلى كوكب هوليوود، ويفوز ب640،000 دولار قبل اللوذ بالفرار مع فيشاتهم من وليامز ورجاله. ينقسم كامبل وروزا، مع أخذ روزا لكيس الفيشات. يهرب روزا بنية سرقة المكاسب، ولكنه حقيبته مليئة بعملات الشوكولاته وبسيارته الليمو مَقودة من قبل مدير الكازينو.
ثم يعلم الجمهور أن ويليامز كان قد توصل إلى اتفاق مع كامبل بعد ضربه؛ فويليامز يريد روزا، الذي كلف ويليامز قبل ذلك بسنوات وظيفة كازينو بالفوز برقم من سبع خانات في عطلة نهاية أسبوع واحدة من خلال عدّ البطاقات. وأصبح عمل ويليامز منذ ذلك الحين في انخفاض، حيث اختار الكازينو واحدا تلو الآخر البرامج الحيوية أكثر من نهجه الأكثر شخصية. سيترك وليامز كامبل يأتي للإيجاس لليلة واحدة أخيرة ليجني الكثير من المال في مقابل اعطائه روزا. فينضم لكامبل أصدقاء ما قبل البلاك جاك للفريق لمساعدة صديقهم. بعد الإمساك بروزا، يواجه وليامز كامبل ويخونه من خلال المطالبة بكيس الفيشات تحت تهديد السلاح من أجل «التقاعد». عالما بأن بن يخطط للذهاب إلى المدرسة الطبية كي يكون طبيبا، يؤكد للشاب أن كل شيء سيعمل لصالحه في النهاية. فيعطي بن المال لويليامز ويذهب. بعدها بلحظات، روزا مربوط إلى كرسي حيث يحيية ويليامز، ويبلغ الأستاذ بأنه سوف يسلمه إلى مصلحة الضرائب لتهربه من سداد الضرائب على مكاسبه. يعود بن وجيل إلى كازينو ليجتمعوا مرة أخرى مع أصدقائهم.
ينتهي الفيلم بكامبل وهو يعيد سرد الحكاية برمتها إلى مسؤول «مذهول» في هارفارد.

## طاقم التمثيل
- جيم ستارجس في دور بن كامبل
- كيفين سبيسي في دور أستاذ ميكي روزا
- كايت بوسورث في دور جيل تايلور
- لورنس فيشبورن في دور كول ويليامز
- جوش جاد في دور مايلز كونولي
- ارون يو في دور تشوي
- ليزا لابيرا في دور كيانا
- جاكوب بيتس في دور جيمي فيشر
- جاك ماكجي في دور تيري
- سام جولزاري في دور كام عزازى
- هيلين كاري في دور إلين كامبل
- جاك غيلبين في دور بوب فيليبس
- سبنسر غاريت في دور ستمبل
- جيف ما (بدور جيفري ما) بدور موظف في ملهى بلانيت هوليوود جيف (الشخص الذي بنيت عليه أحداث قصة الفيلم)

## التصوير
بدأ تصوير الفيلم في مارس 2007. تم تصوير مشاهد لاس فيغاس الرئيسية في منتجع وكازينو بلانيت هوليوود في لاس فيغاس. كما جرى التصوير في كلية الطب بجامعة هارفارد،  والحي الصيني، الجمهورية الشعبية في كامبريدج، ومركز العلوم المسيحية في بوسطن، ماساشوستس. وبما أن معهد ماساتشوستس للتكنولوجيا لم يسمح بالتصوير داخل الحرم الجامعي، لذا فقد تم تصوير مدرسة معهد ماساتشوستس للتكنولوجيا ودواخل غرف النوم، وصالة الألعاب الرياضية، وصالة استقبال الخريجين في جامعة بوسطن.

## الإستقبال

### الاستقبال النقدي
تلقى 21 نقدا سلبية في معظمها من النقاد. واعتبارا من 9 سبتمبر 2008، أبلغ مجمع النُقَد الطماطم الفاسدة أن 35 ٪ من النقاد أعطى الفيلم آراء ايجابية، على أساس 145 نقدا. كما أفادت ميتاكريتيك أن الفيلم حظى على متوسط نقاط 48 من أصل 100، على أساس 28 نقد.

### الأداء في شباك التذاكر
في افتتاحه في مطلع الأسبوع، حقق الفيلم $ 24,105,943 في 2,648 دار سينما في الولايات المتحدة وكندا، بمتوسط 9,103 $ لكل مكان وبترتيب رقم 1 في شباك التذاكر. كان الفيلم # 1 أيضا في أسبوعه الثاني من إصداره، حيث خسر 36 ٪ فقط من الجمهور، محققا $ 15,337,418، وتوسع ل2،653 دار سينما، وبمتوسط 5,781 $ لكل مكان. ثم انخفض الفيلم إلى # 3 في أسبوعه الثالث، ولم يخسر سوى 32 ٪ من الجمهور، محققا $ 10,470,173، وتوسع ل2،736 دار سينما، وبمتوسط 3,827 $ لكل مكان. وهبط إلى # 6 في أسبوعه الرابع، وخسر 47 ٪ من الجمهور، محققا $ 5,520,362 وتوسع ل2،903 مسرح وبمتوسط 1,902 $ لكل مكان.
بحلول نهاية سباق عرضه، حقق الفيلم ما مجموعه 157,802,470 دولار في جميع أنحاء العالم -- $ 81,159,365 في الولايات المتحدة وكندا، و76،643,105 في الأقاليم الأخرى، وذلك من ميزانية تقدر ب 35 مليون دولار فقط.
وقد أصدر 21 على دي في دي وبلو راي في الإقليم 1 يوم 22 يوليو، 2008.

### الجدل حول طاقم التمثيل
ثار خلاف حول القرار بجعل الغالبية العظمى من الشخصيات بيضاء، على الرغم من أن اللاعبين الرئيسيين في إسقاط البيت، التي يقوم أساس فيلم 21 عليها، كانوا آسيويون بشكل عام. إلا أن المديرين التنفيذيين للاستوديوهات صمموا أن «يكون معظم ممثلي الفيلم بيض، وربما مع أنثى آسيوية.» 
كتب نيك روجرز من الشركة: "الطلاب في الحياة الواقعية كانوا معظمهم من الأميركيين الآسيويين، ولكن 21 يبيِّض طاقم تمثيله ويكتِّل بشكل مخيب للآمال الممثلون الرئيسيون الآسيويون الوحيدون (ارون يو وليزا لابيرا) في مسميات واحدة كمختلس الفريق ولاعب قمار "فاشل".
المؤيدون لقرار إعطاء دور بن كامبل إلى جيم ستارجس يدّعون أن المنتجين ببساطة قد سعوا لأفضل ممثل للمهمة، بغض النظر عن العرق. وفي النهاية، عنى ذلك المرور فوق الكثير من المواهب الآسيوية-أمريكية لصالح مولود لندن جيم ستارجس، الذي احتاج إلى مدرب لهجة كي يتكلم بلكنة اميركية.
جيف ما الذي كان الإلهام الواقعي في الحياة لشخصية بن كامبل، وخدم كمستشار في الفيلم، كان قد تم اتهامه بأنه "خائن للعرق" على عدة مدونات لعدم اصراره على أن تكون شخصيته أميركية آسيوية. ردا على ذلك، وقال ما، «لست متأكدا من أنهم يدركون مدى ضعف السيطرة الذي كان لدي في عملية صنع الفيلم، فأنا لم أقم باختيار أدوار الممثلين به.»  وقال ما أن الخلاف كان «مبالغا فيه» وعلى أن الجانب المهم هو أن ممثلا موهوبا سيقوم بتصويره.

## رد فعل الكازينوهات
في ماقبل الإنتاج، توقع المنتجين وكتاب الكتاب الأصلي أن كازينوهات فيغاس لن تكون مفيدة، حيث أن فيلما يقدم للمشاهدين أساسيات عد البطاقات قد يؤثر سلبا على نتائجهم النهائية. ووصفت إضافة مميزة مع الدي في دي تماما وبدقة نظام «هاي-لو» المعمول به لدى فريق بلاك جاك معهد ماساتشوستس للتكنولوجيا وفريق روزا في الفيلم.
في الحقيقة، فوجئ الكتاب عندما قيل لهم من قبل المنتجين أن ام جي ام ستوديوز ستمول الفيلم، على الرغم من كل كازينوهات «ام جي ام» (بما في ذلك واحدة استخدمها فريق بلاك جاك معهد ماساتشوستس للتكنولوجيا الحقيقي) مملوكة من قبل إم جى ام ميراج ولم تعد متصلة بام جي ام ستوديوز. ففي الواقع، كما تكشف إضافة دي في دي مميزة آخرى، فالكازينوهات (بما في ذلك ميراج) رؤوا الفيلم كجالب للانتباه؛ لأن الناس الذين شاهدوا الفيلم من شأنهم أن يتشجعوا على الذهاب إلى فيغاس واللعب، محاولين عدّ البطاقات، بينما حجب الفيلم في الواقع تفاصيل حرجة (مثل التحويل من «العد المبدأي» إلى «عد حقيقي»)، وعلى أية حال، فعلى الرغم من أن نظام العد بسيط، إلا أنه النجاح في كسب المال بعدّ البطاقات أكثر صعوبة من مايصوره الفيلم.

## الموسيقى التصويرية
1. The Rolling Stones —" You Can't Always Get What You Want " (Remixed by Soulwax) (6:07)
2. MGMT —" Time to Pretend " (Super Clean Version) (4:20)
3. LCD Soundsystem —" Big Ideas (LCD Soundsystem song)|Big Ideas " (5:41)
4. David Sardy|D. Sardy featuring Liela Moss—"Giant" (3:42)
5. Amon Tobin —"Always" (3:38)
6. Peter Bjorn and John —" Young Folks " (4:37)
7. Shook One —"Soul Position" (4:16)
8. Get Shakes—"Sister Self Doubt" (4:22)
9. The Aliens (Scottish band)|The Aliens —"I Am The Unknown" (5:27)
10. Rihanna —" Shut Up and Drive (Rihanna song)|Shut Up And Drive " (3:34)
11. Knivez Out—"Alright" (3:31)
12. Domino (band)|Domino —"Tropical Moonlight" (3:28)
13. Unkle —"Hold My Hand" (4:58)
14. Mark Ronson featuring Kasabian —" L.S.F.|L.S.F. (Lost Souls Forever) " (3:32)
15. Broadcast (band)|Broadcast —" Tender Buttons (song)|Tender Buttons " (2:51)

## وصلات خارجية
- مقالات تستعمل روابط فنية بلا صلة مع ويكي بيانات
- الموقع الرسمي